# Stanislav Galić
Stanislav Galić (12. ožujka 1943., Goleši, Banja Luka) je bio vojni zapovjednik Sarajevsko-romanijskog korpusa u sklopu Vojske Republike Srpske (VRS). Obnašao je tu dužnost u sklopu opsade Sarajeva od 10. rujna 1992. do 10. kolovoza 1994.
Međunarodni sud za ratne zločine počinjene na području bivše Jugoslavije podigao je optužnicu protiv njega. SFOR ga je uhitio 1999. te prebacio u Haag. Tada se izjasnio da nije kriv. Suđenje započinje 2001. a završava 2003. kada je proglašen krivim za širenje terora među civilnim stanovništvom Sarajeva te ubojstvima i zločinima protiv čovječnosti. Prvo je osuđen na 20 godina zatvora, no nakon žalbe tužitelja pravomoćnom presudom je 2006. osuđen na kaznu doživotnog zatvora, čime je postao prva osoba koja je dobila tako tešku kaznu na tom tribunalu.
Prebačen je u Njemačku na odsluženje kazne.